# Браун, Этан Аллен
Этан Аллен Браун (англ. Ethan Allen Brown; 4 июля 1776, Дарьен, штат Коннектикут — 24 февраля 1852, Индианаполис, штат Индиана) — американский адвокат, политик и дипломат. Седьмой губернатор штата Огайо в 1818—1822 годах. В 1822—1825 годах был представителем штата Огайо в сенате США.
Браун изучал право в университете Александра Гамильтона и в 1802 году начал свою карьеру в качестве адвоката. В 1804 году переехал в Цинциннати. Был судьёй в Верховном суде штата Огайо в 1810−1818 годах. В 1818 году был избран губернатором штата от партии демократов-республиканцев. Переизбран на пост два года спустя.
После смерти сенатора Уильяма Тримбла 13 декабря 1821 года, ушел в отставку с поста губернатора штата и занял освободившуюся должность сенатора от штата Огайо. Выставлял свою кандидатуру на перевыборах в сенат в 1825 году, но проиграл Уильяму Генри Гаррисону.
Браун был членом коллегии выборщиков, проголосовавшим за Эндрю Джексона и присоединился к демократической партии. Был временным поверенным США в Бразилии с 1830 по 1834 год. В 1836 году поселился в штате Индиана.
Браун похоронен в кладбище «Сидар хедж» в округе Огайо, штат Индиана.